# Sitticus welchi
Sitticus welchi là một loài nhện trong họ Salticidae.
Loài này thuộc chi Sitticus. Sitticus welchi được Willis J. Gertsch & Mulaik miêu tả năm 1936.